# Уайлдхорн, Фрэнк
Фрэнк Уайлдхорн (англ. Frank Wildhorn, 29 ноября 1958 года, Гарлем, Нью-Йорк, США) — американский композитор, автор популярных бродвейских мюзиклов и многочисленных песен для исполнителей середины 80-х годов. Наиболее известными его произведениями являются мюзикл «Джекилл и Хайд», который шёл на Бродвее четыре года, и хит «Where Do Broken Hearts Go?», написанный для Уитни Хьюстон.

## Ранние годы
Уайлдхорн родился в Гарлеме и провел детство в Квинсе, прежде чем семья переехала в Голливуд (штат Флорида), когда ему было 14. Увлекаться музыкой он начал в 15 лет. Когда он самостоятельно научился играть на фортепиано, он понял, что хочет сочинять музыку. В старшей школе Уайлдхорн играл в различных группах, сочиняя для них музыку, при этом разброс стилей был от рок-н-рола до блюза. После школы два года он посещал занятия в Майами-Дейд-колледже, потом перевелся в Университет Южной Калифорнии, где изучал историю и философию. Там он начал писать «Джекилла и Хайда» вместе со Стивом Каденом, который работал в Университете во время учебы Уайлхорна.

## Карьера
В 1999 году Уайлхорн стал первым за 22 года американским композитором, у которого одновременно шли три шоу на Бродвее: «Джекилл и Хайд» в Плимут-театре, «Алый первоцвет» в Минскоф-театре и «Гражданская война» в Сент-Джеймс-театре.
В 2005 году в Нью-Йорке состоялось первое чтение мюзикла «Рудольф» о жизни и смерти австрийского кронпринца. Премьера прошла 26 мая 2006 года в Будапештском Театре оперетты. Премьера мюзикла „Кармен“, музыка Уайлдхорна, слова Джека Мерфи, состоялась в Праге в октябре 2008 года. В ноябре 2008 года состоялось первое чтение мюзикла „Граф Монте-Кристо“, разработанного в том же творческом тандеме. Открылся спектакль в театре Сент-Галлен (Швейцария) в марте 2009 года. Это сделало возможным повторение рекорда — на европейских сценах одновременно шли 3 новых мюзикла одного композитора. Ещё один мюзикл, «Бонни и Клайд» (автор слов — Дон Блэк), был «прочитан» в феврале 2009 года, премьера — ноябрь 2009 года в «Ла Джолла плейхаус» в Калифорнии. В это же время открывается мюзикл «Страна чудес: Новое музыкальное приключение Алисы» в Центре театрального искусства в Тамре, Флорида. За этим следует постановка в Алле-театре, в Хьюстоне в январе 2010 г.
Помимо мюзиклов Уайлдхорн писал песни для таких исполнителей как Стейси Латишоу, Натали Коул, Кенни Роджерс, Триша Йервуд, Трейси Лоуренс, Трейс Адкинс, Патти ЛаБель, Деннис ДеЙанг и Линда Эдер, на которой он был женат. Хит «Where Do Broken Hearts Go?» в исполнении Уитни Хьюстон поднялся на первую строчку международных чартов.
Уайлдхорн является креативным директором Атлантик-театра, отдела звукозаписывающей компании Atlantic Records, который занимается созданием новых американских мюзиклов . К тому же Уайлдхорн стал первым бродвейским композитором, работавшим с театром Такарадзука (Япония) над постановкой нового мюзикла «Never Say Goodbye».

## Работы
«Джекилл и Хайд» (1990)
- премьера — 1990 год, Алле-театр;
- Бродвейская постановка: 1997—2001 гг.

«Svengali» (1991)
- премьера — Алле-театр, апрель 1991 года
- две дополнительные песни для мюзикла «Виктор/Виктория» (1995)

«Алый Первоцвет» (1997)
- премьера — Минскоф-театр, октябрь 1997—2000 гг.
- Номинация на премию Драма Деск за Лучшую музыку

«Гражданская война» (1998)
- премьера — 1998 год, Алле-театр;
- Бродвейская постановка: 1999 г.
- Номинации: на премию Тони за лучшее либретто и на премию Драма Деск за Лучшую музыку

«Камилла Клодель» (2003)
- премьера — Норма-террис-театр

«Дракула» (2004)
- премьера — «Ла Джолла плейхаус»
- постановки — Сент-Галлен (2005), Грац (2007)

«Сирано де Бержерак» (2006)
- премьера — Япония, 2009

«Рудольф» (2006)
- премьера — Будапештский Театр оперетты, май 2006 года
- постановки — Раймунд-театр, Вена (2009); Токио (2012)

"Никогда не говори «Прощай» (2006)
- премьера — театр «Такарадзука», март 2006 года

«Кармен» (2008)
- премьера — Прага, 2008 год

«Граф Монте-Кристо» (2008)
- премьера — Театр Сент-Галлен, март 2009 года

«Бонни и Клайд» (2009)
- премьера — «Ла Джолла плейхаус», ноябрь 2009 года

«Мицуко» (2011)
- премьера на сцене — Токио и Осака, 2011 год

«Тетрадь смерти: мюзикл» (2014)
- концептуальный альбом — 2014; премьера на сцене — Токио, 2015 год

«Экскалибур» (2014)
- премьера — Театр Сент-Галлен, март 2014 года

«Петр I» (2022)
- премьера — Санкт-Петербургский Театр Музыкальной комедии, 2 декабря 2022 года

## Награды и номинации
1998 — номинация на Тони за Лучший мюзикл («Алый пероцвет»)

1998 — номинация на премию Драма Деск за Лучшую музыку («Алый пероцвет»)

1999 — номинация на Тони за Лучший мюзикл («Гражданская война»)

1999 — номинация на Тони за Лучший сценарий («Гражданская война»)

1999 — номинация на премию Драма Деск за Лучший мюзикл («Гражданская война»)

1999 — номинация на премию Драма Деск за Лучшую мюзыку («Гражданская война»)

2012 — номинация на Тони за Лучший сценарий («Бонни и Клайд»)